# Южный жилой район
Южный жилой район — градостроительный район города Вологды, ограниченный ул. Преображенского, железной дорогой, границей муниципального образования «Город Вологда». В разговорной речи топоним употребляется редко, упоминается в официальных документах. Проект планировки района утверждён в августе 2012 года.
Отдельные части нынешнего Южного жилого района оказались в черте города по генеральному плану 1781 года. Однако в 1897 году железная дорога на Архангельск, пройдя по кварталам 74, 77, 102, 111, 120, полукругом обошла город, остановив его нормальное развитие на юг и запад. Несколько кварталов оказались отрезанными от города железной дорогой и в дальнейшем были исключены из плана города. Впоследствии территория района отдельными частями включалась в состав Вологды начиная с 1928 года (Октябрьский посёлок-сад). По генеральному плану города в 1972 году в числе четырёх других был образован Южный планировочный район.

## Территориальный состав
В состав жилого района входят исторические местности и городские районы:
- Микрорайон Подшипникового завода
- Октябрьский посёлок-сад
- Тепличный микрорайон
- Бывалово
- Завокзальный микрорайон
- Посёлок Льнокомбината
- Микрорайон №6
- Телецентр
- Осаново

## Основные магистрали
Радиальные (от железной дороги в сторону окраины города):
- Улица Преображенского
- Улица Гагарина
- Улица Ленинградская
- Пошехонское шоссе
- Улица маршала Конева

Поперечные улицы (параллельно железной дороге):
- Говоровский проезд → Улица Можайского
- Улица Петина → Улица Тепличный микрорайон → Улица Сергея Преминина
- Улица Южакова → Улица Ярославская
- Окружное шоссе

## Перспективы развития
В перспективе планируется формирование двух широтных магистралей общей протяжённостью около 14 километров:
1. Ул. Преображенского → Говоровский проезд → Ул. Можайского (строительство ведётся с 2012 года);
2. Ул. Щетинина → Ул. Новгородская → Ул. Архангельская (с пробивкой до Московского шоссе, строительство планируется).

В течение 15 лет число жителей района должно увеличиться на 30 тысяч человек.